# کارستن وویت

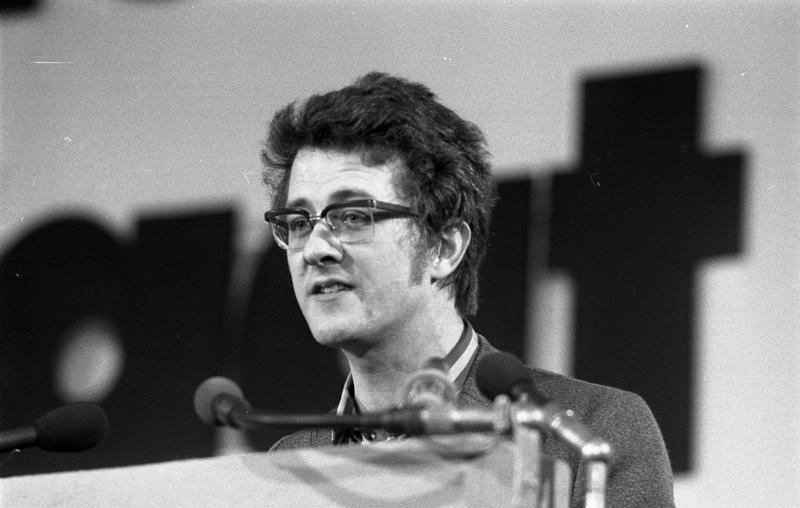
Karsten Dietrich Voigt (1973)

کارستن وویت (انگلیسی: Karsten Voigt) یک سیاست‌مدار اهل آلمان است.